# Acetilendiol
Acetilendiolul, denumit și etindiol, este o substanță chimică cu formula HO−C≡C−OH (este un inol, mai exat este diolul acetilenei). Acetilendiolul este instabil în faza condensată, deși tautomerul său glioxal (CHO)2 este bine cunoscut.
Acetilendiolul a fost observat pentru prima dată în fază gazoasă prin spectrometrie de masă. Compusul a fost obținut ulterior prin fotoliza acidului scuaric într-o matrice solidă de argon la 10 K (−263 °C).